# Hassan al-Turabi
Hassan al-Turabi (nome completo: Hassan 'Abd Allah al-Turabi), também transliterado para Hassan al-Tourab, (Kassala, 1932 - Cartum, 5 de março de 2016) foi um religioso islâmico e líder político do Sudão. Ele tem sido chamado de "líder ideológico linha-dura de longa data".